# Апартаменты Курт Розенвальд
Rosenwald Court Apartments (с англ. — «Апартаменты Розенвалд-Корт»; ранее ― Michigan Boulevard Garden Apartments, с англ. — «Апартаменты Мичиган-Булевард-Гарден») ― многоквартирный дом в Чикаго, штат Иллинойс. Является объектом Национального реестра исторических мест США.

## Описание
Дом расположен на углу 47-Ист-стрит и Саут-Мичиган-авеню в районе Бронзвиль на юге Чикаго. В здании расположены 421 квартира и внутренний двор, на первом этаже апартаментов находятся торговые помещения. Изначально здание строилось как негосударственное субсидируемое жилье, которое превратилось в апартаменты после реновации.

## История
Здание было построено как социальное жильё в 1929-1930-х годах филантропом Джулиусом Розенвалдом, президентом компании Sears. Проект здания был разработан по образцу здания Dunbar Apartments в Гарлеме, Нью-Йорк, построенного по проекту Джона Рокфеллера-младшего в 1926 году.
Здание было включено в Национальный реестр исторических мест США 13 августа 1981 года под номером 81000218.
Апартаменты оказались заброшенными в 2000 году из-за отсутствия ухода за зданием.
В 2015-2016 годах здание апартаментов прошло реконструкцию и получило название Rosenwald Court, в здании появились квартиры для пожилых людей и доступное жильё для семей.

## Известные жильцы
- Нэт Коул ― американский джазовый пианист и певец[4].
- Гвендолин Брукс ― американская поэтесса[4].
- Джо Луис ― американский боксёр[4].
- Куинси Джонс ― американский композитор, аранжировщик, музыкальный продюсер и трубач[4].

## В культуре
- В фильме «Трансформеры 3: Тёмная сторона Луны» здание было показано как часть Чернобыльской атомной станции[8].